# Libri (Apple)
Libri, in inglese chiamato Apple Books, è un'applicazione sviluppata dalla Apple Inc. per la lettura di ebook disponibile per i sistemi operativi iOS e macOS. È stata annunciata il 27 gennaio 2010, in concomitanza con la presentazione dell'iPad, ed è disponibile per iPad dal 2 aprile 2010, mentre per iPhone e iPod touch dal 21 giugno 2010, data dal rilascio del firmware iOS 4. In Italia è disponibile per iPad dal 28 maggio 2010 e per iPhone e iPod touch dal 21 giugno 2010. Il 10 giugno 2013, alla WWDC 2013, Craig Federighi ha annunciato che iBooks sarebbe stato disponibile anche su OS X Mavericks in autunno 2013.
Libri non è disponibile per l'iPhone 2G e per l'iPod touch di prima generazione, in quanto iOS, dalla versione 4.0 in poi non supporta più questi modelli.
È possibile acquistare libri per quest'applicazione solo nel Book Store, ma gli utenti possono inserire i loro file, sia in formato ePub, sia in formato PDF, attraverso la sincronizzazione dei dati con iTunes.Sull’app è inoltre possibile ascoltare gli “audiolibri”

## Storia
Libri è stato annunciato come iBooks allo Yerba Buena Center for the Arts Theater di San Francisco il 27 gennaio 2010. Esso era disponibile sull'App Store già dal 24 gennaio dello stesso anno con l'introduzione di iTunes 9.1.
L'8 aprile 2010, Apple ha annunciato che iBooks sarebbe stato disponibile anche per iPhone e iPod touch, dal rilascio del firmware iOS 4.
Con la decima versione del sistema operativo Macintosh, OS X Mavericks, presentata alla WWDC 2013, è stata implementata una versione di iBooks per Mac.
A partire da iOS 8, Apple Books è preinstallata con il sistema operativo.

### Contenuti
La prima attrattiva dell'applicazione è sicuramente il manuale utente di Apple, disponibile sia in lingua italiana sia in inglese, del proprio dispositivo mobile. La guida è scaricabile gratuitamente ed è utile anche agli utenti più smaliziati. Gli aggiornamenti sono riferimenti autorevoli per scoprire le nuove funzioni dell'iPhone e dell'iPad.

### Cronologia delle versioni
| Versione | Data              | Cambiamenti |
| -------- | ----------------- | --- |
| 1.0      | 2 aprile 2010     | Versione di lancio |
| 1.0.1    | 26 maggio 2010    | Modifica la maniera in cui viene fornita ai nuovi utenti di iBooks la loro copia gratuita di Winnie the Pooh di Alan Alexander Milne Corregge alcuni bug per migliorare le prestazioni |
| 1.1      | 21 giugno 2010    | iBooks è disponibile sia su iPhone sia su iPod oltre che su iPad I documenti PDF verranno aggiunti alla libreria e verranno visualizzati sullo scaffale per il formato PDF Possibilità di aggiungere note o aggiungere ai preferiti un'intera pagina Sincronizzazione automatica tra iPhone, iPad e iPod touch dei preferiti Possibilità di visualizzare le pagine del libro in un nuovo font chiamato Georgia Possibilità di scegliere layout a sinistra o layout completamente giustificato da impostazioni Possibilità di scegliere font ancora più grandi per facilitare la lettura delle pagine Maggiore stabilità e prestazioni migliorate |
| 1.1.1    | 19 luglio 2010    | Facendo doppio tap su un'immagine all'interno di un libro si può visualizzarla ingrandita Si possono provare libri che includono sia audio sia video Miglioramenti nella lettura di documenti in formato PDF Aggiunta la possibilità di cercare la definizione di parole inglesi in libri senza una lingua specifica Risolto problema che non permetteva l'intero scaricamento di alcuni libri Correzione di vari bug riscontrati nelle versioni precedenti e miglioramento della stabilità |
| 1.1.2    | 23 luglio 2010    | Risolve un bug minore riscontrato durante l'aggiornamento alla versione 1.1.1 |
| 1.2      | 15 dicembre 2010  | Ora sono disponibili libri illustrati scaricabili da iBookstore Possibilità di organizzare libri e PDF in raccolte personali Possibilità di stampare documenti PDF e note scritte in iBooks utilizzando AirPrint Ora iBooks contiene più parole per pagina grazie alla autosillabazione del testo, disponibile soltanto in iOS 4.2 o versione successiva |
| 1.2.1    | 9 febbraio 2011   | Miglioramenti relativi alla stabilità e alle prestazioni |
| 1.2.2    | 21 aprile 2011    | Risolti i problemi relativi alla riproduzione dei video inclusi nei libri "enhanced" ottenuti da iBookstore Risolto il problema che causava l'apertura di alcuni libri con un font diverso da quello previsto Migliorata la reattività dell'applicazione durante la navigazione all'interno di libri con numerose voci di sommario |
| 1.3      | 6 giugno 2011     | Aiuta i bambini a imparare a leggere con le nuove funzionalità di lettura incluse in selezionati libri per bambini di iBookstore. La funzionalità di lettura utilizza un narratore reale e in alcuni libri evidenzia persino le parole man mano che si legge I libri avanzati consentono la riproduzione automatica di audio e video inclusi iBooks è più veloce durante l'apertura di libri molto lunghi Risoluzione di un problema che causava la visualizzazione della stessa pagina due volte |
| 1.3.1    | 1º ottobre 2011   | Aggiunto il supporto a iBookstore Italia Miglioramenti di stabilità e bug fix minori |
| 1.3.2    | 11 ottobre 2011   | Migliorata la compatibilità con iOS 5 |
| 1.5      | 7 dicembre 2011   | Il tema della lettura serale rende più agevole la lettura di libri in presenza di poca luce Il layout a schermo intero consente di concentrarsi sulle parole senza distrazione Ora iBooks presenta una migliore selezione di font, compresi Athelas, Charter, Iowan e Seravek Nuove ed eleganti copertine classiche per libri di dominio pubblico Una tavolozza di annotazioni riprogettata rende più facile la scelta di un colore per il testo evidenziato |
| 2.0      | 19 gennaio 2012   | Nuovi gesti Multi-Touch Possibilità di visualizzare e ruotare modelli 3D Uso di gallerie fotografiche e video Toccando sui lemmi si può attivare un glossario con definizioni esplicative |
| 2.0.1    | 3 febbraio 2012   | Risolve un problema che impediva l'apertura dei libri di testo |
| 2.1      | 7 marzo 2012      | Aggiunto il supporto al nuovo iPad di terza generazione |
| 2.1.1    | 16 aprile 2012    | Risolve un problema che richiedeva l'accesso con l'ID Apple in momenti imprevisti Miglioramenti minori alla stabilità e alle prestazioni |
| 2.2      | 19 settembre 2012 | Compatibilità con iOS 6 |
| 3.0      | 24 ottobre 2012   | Ora vengono visualizzati tutti gli acquisti fatti su iBookstore sul proprio scaffale tramite iCloud (solo con iOS 6) Possibilità di scorrere in verticale tra i libri con un dito utilizzando il nuovo tema Scorrimento Ora è possibile ricevere aggiornamenti gratuiti, tra cui nuovi capitoli, correzioni e altri miglioramenti, per i libri che hai acquistato Possibilità di cercare la definizione di parole in tedesco, spagnolo, francese, giapponese e cinese semplificato (solo con iOS 6) Possibilità di condivisione su Facebook, Twitter, Messaggi o Mail                                                                            |
| 3.0.1    | 29 ottobre 2012   | Risolve un problema che poteva causare la chiusura inattesa dell'applicazione |
| 3.0.2    | 14 novembre 2012  | Risolve un problema che poteva causare la chiusura inattesa dell'applicazione |
| 3.1      | 5 marzo 2013      | L'iBookstore in Giappone ora ha centinaia di migliaia di libri disponibili per l'acquisto che includono opere di narrativa, manga, light novel e molto altro ancora Miglioramenti che facilitano la lettura dei libri in lingue asiatiche |
| 3.1.1    | 20 agosto 2013    | Migliorata la compatibilità con iOS e iCloud |
| 3.1.2    | 16 settembre 2013 | Risoluzione di un problema che poteva provocare la chiusura inattesa dell'applicazione durante l'uso di VoiceOver |
| 3.1.3    | 18 settembre 2013 | Migliorata la compatibilità con iOS e iCloud |
| 3.2      | 14 novembre 2013  | L'applicazione viene aggiornata con il nuovo design di iOS 7 |

## Navigazione

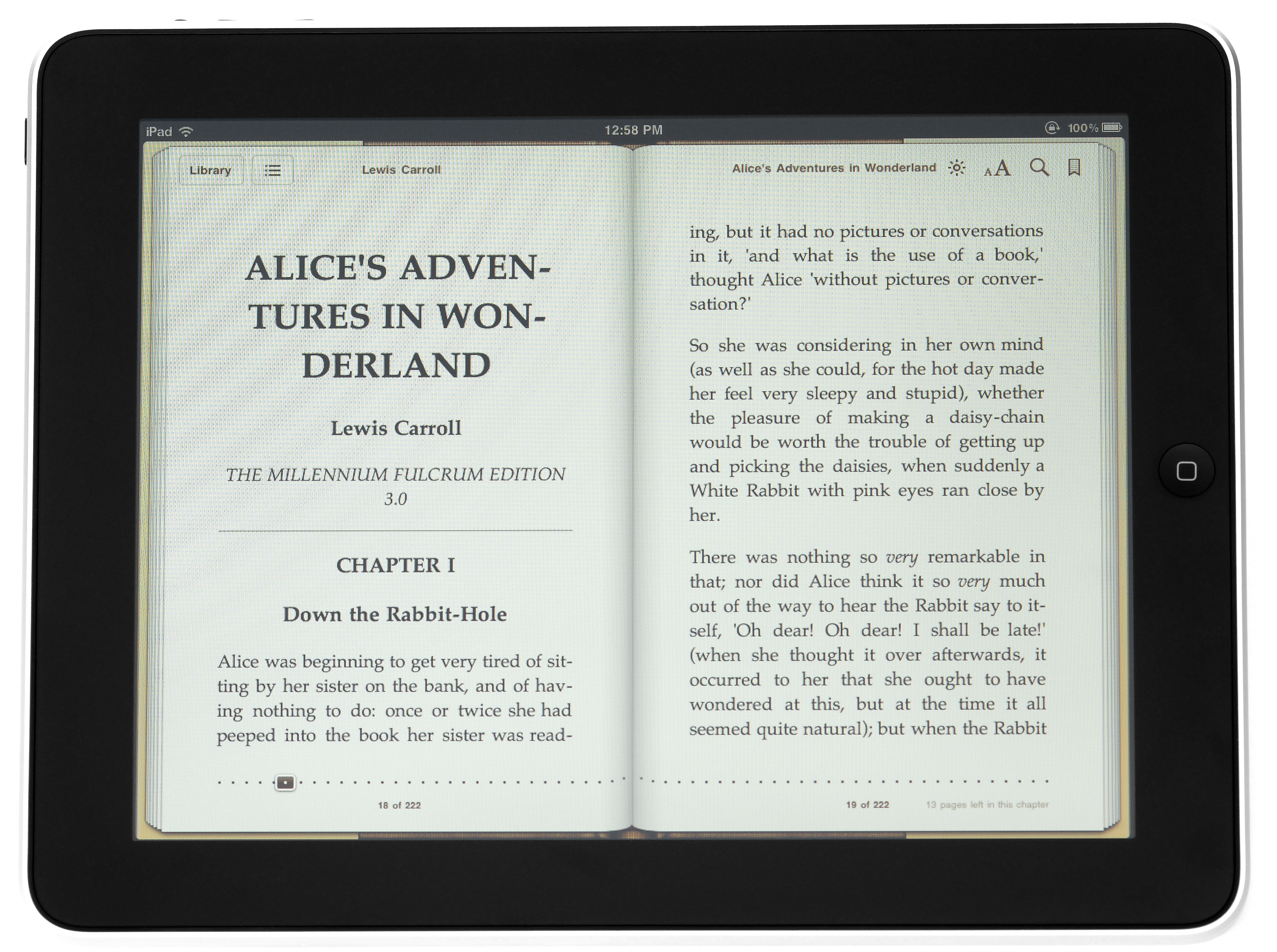
L'iPad mentre visualizza un e-book su iBooks.

Con Apple Books è possibile cambiare il carattere e la luminosità dello schermo per migliorare la lettura. I font disponibili sono: Athelas, Charter, Georgia, Iowan, Palatino, San Francisco, Seravek e Times New Roman. Le pagine possono essere sfogliate toccandole o trascinandole.

## Book Store
Book Store è il negozio virtuale dove è possibile acquistare i libri per l'app Libri. Cliccando sul tasto in alto a sinistra dell'applicazione è possibile accedere direttamente al negozio dove sono presenti i libri per l'app Libri.
Prima dell'uscita dell'iPad, diversi editori si sono impegnati a produrre contenuti per l'iBooks Store. Attualmente, su iBooks Store sono disponibili più di 30.000 testi gratuiti offerti dal Progetto Gutenberg.